# Baron Davis
Baron Walter Louis Davis (Compton, 13 aprile 1979) è un ex cestista statunitense, professionista nella NBA.

## Carriera
Baron iniziò a giocare a basket all'età di tre anni. Più tardi divenne una star della squadra della sua scuola, Crossroads High School prima e University of California, Los Angeles poi.

### NBA

#### Charlotte/New Orleans Hornets
Baron venne selezionato dagli Charlotte Hornets come terza scelta assoluta del draft NBA 1999. Debutta in una partita vinta per 100-86 contro gli Orlando Magic, in cui segnò 9 punti, accompagnati da 5 rimbalzi, 2 assist e 2 palle rubate. Giocò prevalentemente da riserva e la sua squadra raggiunse i play-off, in cui fu eliminata nel primo turno dai Philadelphia 76ers.
Nelle due stagioni seguenti, giocò tutte le 82 partite stagionali; in entrambe le stagioni la squadra raggiunse i play-off, venendo, però, eliminata in ambedue i casi al secondo turno. Nel 2002 fu inoltre selezionato per l'All-Star Game per sostituire l'infortunato Vince Carter. Venne inoltre selezionato per partecipare ai mondiali con la nazionale statunitense. Le due annate successive lo videro invece spesso soggetto a infortuni, riuscendo a giocare soltanto 50 partite nella prima e 67 nella seconda stagione. Durante la stagione 2004-2005, dopo aver giocato 18 partite, fu ceduto ai Golden State Warriors.

#### Golden State Warriors

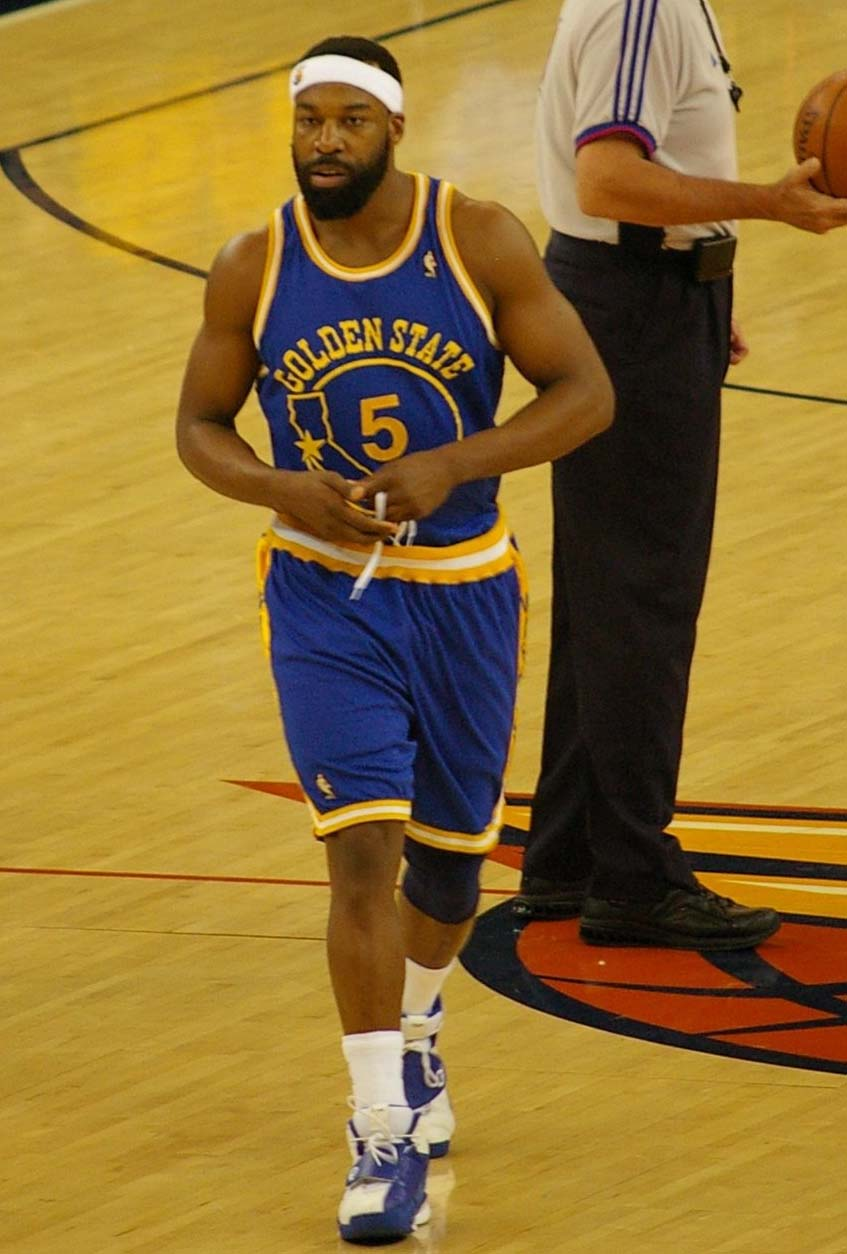
Baron Davis ai Golden State Warriors.

Il 24 febbraio 2005, Baron Davis venne ceduto dagli Hornets ai Warriors, in cambio di Speedy Claxton e Dale Davis, dopo alcune tensioni con lo staff degli Hornets (nel frattempo trasferitisi a New Orleans) e alcuni fastidiosi infortuni. Golden State riuscì ad avere uno dei migliori backcourt dell'NBA, con Baron e la guardia tiratrice Jason Richardson.
I Warriors, soprattutto grazie alle ottime prestazioni di Baron Davis, nel 2007 sono riusciti a qualificarsi per i play-off e ad eliminare, al primo turno, incredibilmente i Dallas Mavericks di Dirk Nowitzki, dominatori assoluti della regular season; Golden State però cede 4-1 al turno successivo agli Utah Jazz di Deron Williams e Carlos Boozer.

#### Los Angeles Clippers
Il 10 luglio 2008 firma un contratto di 5 anni con i Los Angeles Clippers prendendo a stagione 13 milioni di dollari. A parte qualche infortunio riesce a giocare 65 partite di cui da titolare 60, facendo registrare un leggero calo di circa 2 punti a partita. Il 20 novembre 2009, alla fine di una partita casalinga contro i Denver Nuggets, Baron ha raggiunto e superato i 5.000 assist in carriera. Il 22 novembre, ha segnato 30 punti e messo a segno 10 assist in una partita contro i New Jersey Nets.

#### Cleveland Cavaliers
Il 24 febbraio 2011 Davis passa con una prima scelta non protetta del draft 2011 dai Los Angeles Clippers ai Cleveland Cavaliers per Jamario Moon e Mo Williams. Davis al suo debutto con i Cavaliers segna 18 punti, prende 4 rimbalzi e fa 5 assist in una gara contro i New York Knicks.
Nonostante l'arrivo a Cleveland nel momento più nero per i Cavaliers, i quali avevano infatti il peggior record della NBA (e una imbarazzante serie, anch'essa record, di 23 sconfitte consecutive), Davis ha aiutato i Cavaliers a chiudere la stagione con diverse vittorie importanti, tra cui un 102 - 90 nella vittoria contro i "big three" dei Miami Heat formati da: LeBron James (ex dei Cavaliers), Dwyane Wade e Chris Bosh,  assicurando così che Cleveland non avesse il peggior record alla fine della stagione.
Il 15 dicembre 2011 viene però tagliato, diventando free agent.

#### New York Knicks
Il 19 dicembre 2011 firma per i New York Knicks. Al momento della firma, Davis ha avuto un'ernia al disco alla schiena che lo tiene fuori per 10 settimane. Il 20 febbraio esordisce contro i New Jersey Nets nella sconfitta per 100-92 al Madison Square Garden.
Il 12 gennaio 2016 firma un contratto con la D-League, in attesa di trovare una squadra con la quale fare il proprio ritorno sul parquet dopo che, nel 2012, anno in cui si ruppe il ginocchio, giocò l'ultima partita con i New York Knicks.
Il 2 marzo 2016 Davis torna nel basket professionistico firmando con i Delaware 87ers, squadra affiliata dei Philadelphia 76ers che milita in NBA D-League.

## Statistiche
| * | Primo nella lega |
| * | Record           |

### NCAA
| Anno      | Squadra     | PG | PT | MP   | TC%  | 3P%  | TL%  | RP  | AP  | PRP | SP  | PP   |
| --------- | ----------- | -- | -- | ---- | ---- | ---- | ---- | --- | --- | --- | --- | ---- |
| 1997-1998 | UCLA Bruins | 32 | -  | -    | 52,9 | 30,8 | 67,6 | 4,0 | 5,0 | 2,4 | 0,4 | 11,7 |
| 1998-1999 | UCLA Bruins | 27 | -  | 30,7 | 48,1 | 34,3 | 59,9 | 3,6 | 3,6 | 2,5 | 0,4 | 15,9 |
| Carriera  | Carriera    | 59 | -  | 30,7 | 50,3 | 32,8 | 63,1 | 3,8 | 4,4 | 2,5 | 0,4 | 13,6 |

### NBA

#### Regular season
| Anno      | Squadra             | PG  | PT  | MP   | TC%  | 3P%  | TL%  | RP  | AP  | PRP  | SP  | PP   |
| --------- | ------------------- | --- | --- | ---- | ---- | ---- | ---- | --- | --- | ---- | --- | ---- |
| 1999–2000 | Charlotte Hornets   | 82  | 0   | 18,6 | 42,0 | 22,5 | 63,4 | 2,0 | 3,8 | 1,2  | 0,2 | 5,9  |
| 2000–2001 | Charlotte Hornets   | 82  | 82  | 38,9 | 42,7 | 31,0 | 67,7 | 5,0 | 7,3 | 2,1  | 0,4 | 13,8 |
| 2001–2002 | Charlotte Hornets   | 82  | 82  | 40,5 | 41,7 | 35,6 | 58,0 | 4,3 | 8,5 | 2,1  | 0,6 | 18,1 |
| 2002–2003 | N.O. Hornets        | 50  | 47  | 37,8 | 41,6 | 35,0 | 71,0 | 3,7 | 6,4 | 1,8  | 0,4 | 17,1 |
| 2003–2004 | N.O. Hornets        | 67  | 66  | 40,1 | 39,5 | 32,1 | 67,3 | 4,3 | 7,5 | 2,4* | 0,4 | 22,9 |
| 2004–2005 | N.O. Hornets        | 18  | 13  | 32,9 | 36,6 | 32,1 | 77,1 | 3,7 | 7,2 | 1,7  | 0,2 | 18,9 |
| 2004–2005 | G.S. Warriors       | 28  | 19  | 35,3 | 40,1 | 34,1 | 75,5 | 3,9 | 8,3 | 1,8  | 0,4 | 19,5 |
| 2005–2006 | G.S. Warriors       | 54  | 48  | 36,5 | 38,9 | 31,5 | 67,5 | 4,4 | 8,9 | 1,6  | 0,3 | 17,9 |
| 2006–2007 | G.S. Warriors       | 63  | 62  | 35,3 | 43,9 | 30,4 | 74,5 | 4,4 | 8,1 | 2,1* | 0,5 | 20,1 |
| 2007–2008 | G.S. Warriors       | 82  | 82  | 39,0 | 42,6 | 33,0 | 75,0 | 4,7 | 7,6 | 2,3  | 0,5 | 21,8 |
| 2008–2009 | L.A. Clippers       | 65  | 60  | 34,6 | 37,0 | 30,2 | 75,7 | 3,7 | 7,7 | 1,7  | 0,5 | 14,9 |
| 2009–2010 | L.A. Clippers       | 75  | 73  | 33,6 | 40,6 | 27,7 | 82,1 | 3,5 | 8,0 | 1,7  | 0,6 | 15,3 |
| 2010–2011 | L.A. Clippers       | 43  | 35  | 29,5 | 41,6 | 29,6 | 76,0 | 2,8 | 7,0 | 1,4  | 0,5 | 12,8 |
| 2010–2011 | Cleveland Cavaliers | 15  | 9   | 25,3 | 42,1 | 41,4 | 81,5 | 2,4 | 6,1 | 1,1  | 0,4 | 13,9 |
| 2011–2012 | N.Y. Knicks         | 29  | 14  | 20,5 | 37,0 | 30,6 | 66,7 | 1,9 | 4,7 | 1,2  | 0,1 | 6,1  |
| Carriera  | Carriera            | 835 | 692 | 34,2 | 40,9 | 32,0 | 71,1 | 3,8 | 7,2 | 1,8  | 0,4 | 16,1 |
| All-Star  | All-Star            | 2   | 0   | 14,5 | 28,6 | 11,1 | -    | 0,5 | 6,0 | 0,5  | 0,0 | 4,5  |

#### Play-off
| Anno     | Squadra           | PG | PT | MP   | TC%  | 3P%  | TL%   | RP  | AP  | PRP  | SP  | PP   |
| -------- | ----------------- | -- | -- | ---- | ---- | ---- | ----- | --- | --- | ---- | --- | ---- |
| 2000     | Charlotte Hornets | 4  | 0  | 14,3 | 43,5 | 16,7 | 50,0  | 1,5 | 1,5 | 1,0  | 0,0 | 5,8  |
| 2001     | Charlotte Hornets | 10 | 10 | 39,7 | 48,0 | 40,0 | 71,4  | 4,4 | 5,8 | 2,8* | 0,5 | 17,8 |
| 2002     | Charlotte Hornets | 9  | 9  | 44,6 | 37,8 | 33,9 | 59,7  | 7,0 | 7,9 | 3,6* | 0,6 | 22,6 |
| 2003     | N.O. Hornets      | 5  | 5  | 38,8 | 44,6 | 34,3 | 72,7  | 3,6 | 8,4 | 1,4  | 0,4 | 20,4 |
| 2004     | N.O. Hornets      | 7  | 7  | 37,1 | 37,7 | 32,7 | 75,8  | 4,1 | 7,0 | 1,6  | 0,7 | 18,1 |
| 2007     | G.S. Warriors     | 11 | 11 | 40,5 | 51,3 | 37,3 | 77,0  | 4,5 | 6,5 | 2,9* | 0,6 | 25,3 |
| 2012     | N.Y. Knicks       | 4  | 4  | 24,3 | 47,8 | 28,6 | 100,0 | 0,8 | 3,3 | 0,0  | 0,0 | 7,8  |
| Carriera | Carriera          | 50 | 46 | 37,0 | 44,2 | 35,0 | 70,9  | 4,3 | 6,2 | 2,3* | 0,5 | 18,8 |

##### Massimi in carriera
- Massimo di punti: 40 (2 volte)[9]
- Massimo di rimbalzi: 14 (2 volte)
- Massimo di assist: 20 vs (2 volte)
- Massimo di palle rubate: 7 (5 volte)
- Massimo di stoppate: 5 vs Los Angeles Clippers (16 novembre 2007)
- Massimo di minuti giocati: 53 (2 volte)

## Palmarès
- McDonald's All-American Game (1997)
- NCAA AP All-America Third Team (1999)
- All-NBA Third Team (2004)
- 2 volte NBA All-Star (2002, 2004)
- 2 volte migliore nelle palle rubate NBA (2004, 2007)
- Quarantaduesimo per numero di assist di sempre NBA
- Quarantottesimo miglior giocatore per palle rubate di sempre NBA